# Laurukainen
Laurukainen är en ö i Finland. Den ligger i Muonioälven och i kommunen Muonio i den ekonomiska regionen  Fjäll-Lappland  och landskapet Lappland, i den norra delen av landet, 900 km norr om huvudstaden Helsingfors. Öns area är 4,2 hektar och dess största längd är 380 meter i sydöst-nordvästlig riktning.